# جورج ريفيير
جورج ريفيير (بالفرنسية: Georges Rivière)‏ (و. 1924 – م) هو ممثل، وممثل أفلام، من فرنسا، ولد في نويي-سور-سين.

## وصلات خارجية
- جورج ريفيير على موقع IMDb (الإنجليزية)
- جورج ريفيير على موقع ألو سيني (الفرنسية)
- جورج ريفيير على موقع قاعدة بيانات الفيلم (الإنجليزية)